# الأسود السوداء
كانت الأسود السوداء حركة مقاومة مناهضة للفاشية تشكلت للقتال ضد إيطاليا أثناء احتلال الإمبراطورية الإثيوبية في الحرب العالمية الثانية.
ومثلما يشير باهرو زودي، فقد قامت رغم «تأثيرها الهامشي على المقاومة بمحاولات بليغة لإعطاء النضال اتجاهًا أيديولوجيًا وسياسيًا متماسكًا».

## التاريخ
تأسست الحركة في غرب إثيوبيا وضمت مقاتلين مثل راس شيوا أبيبي أرجاي،[بحاجة لمصدر] وعدد من المثقفين من بينهم أبناء حكيم وركنه إيشيتي وهيروي وولدي سيلاسي ويلما ديريسا. كان أليمورك بييني رئيسًا للحركة وهو جراح بيطري تلقى تعليمه في بريطانيا. كان للمنظمة دستور تكون من عشر نقاط، تضمنت: تأكيد سيادة المجال السياسي على الجيش، وإصدار أوامر ضد إساءة معاملة الفلاحين وأسرى الحرب، ومنع أعضائها من البحث عن المنفى، وحثهم على تفضيل الموت على الوقوع في أسر العدو".

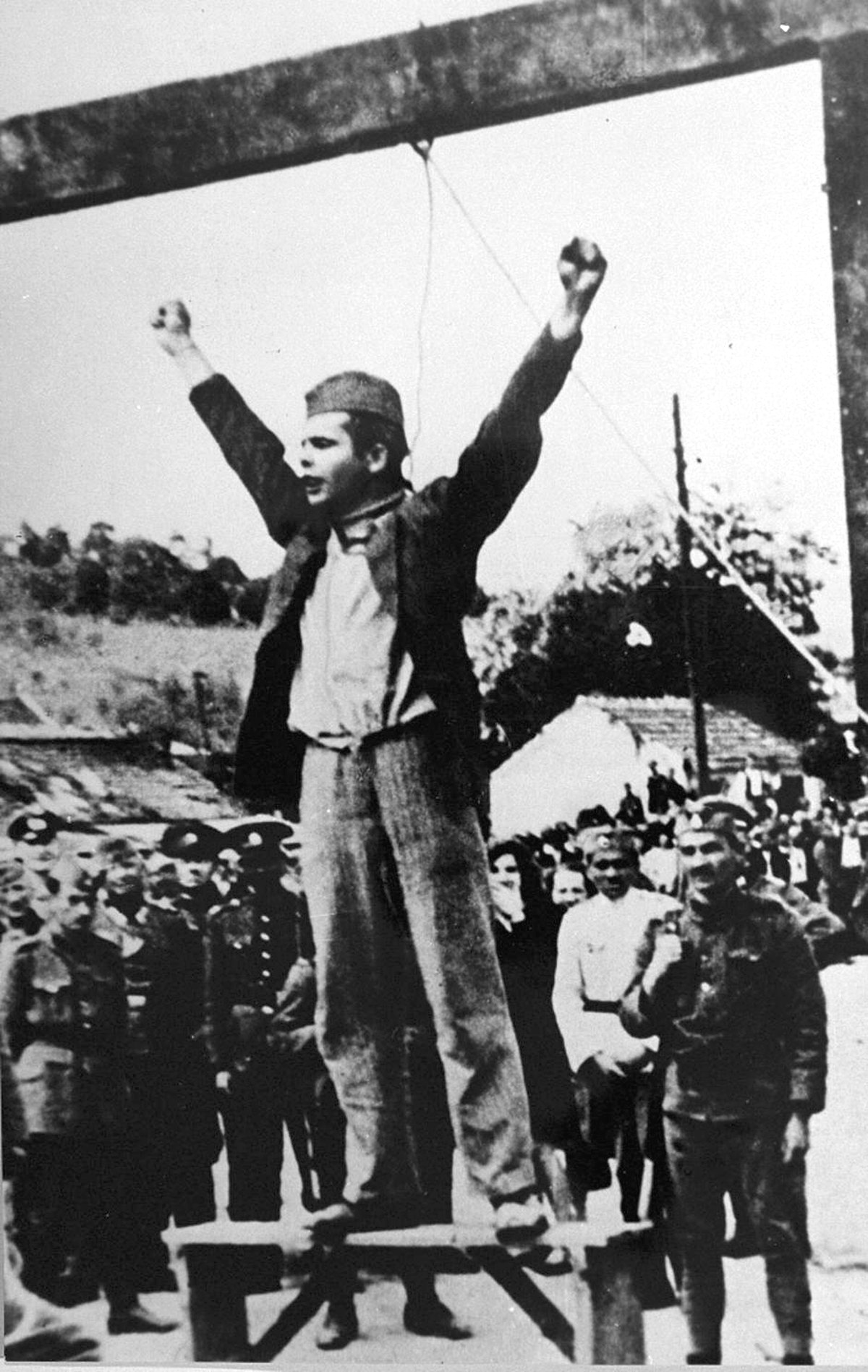

تم حل المجموعة بشكل فعال بعد استسلام راس إمرو هيلا سيلاسي 18 ديسمبر 1936. قُتل غالبية أعضائها على يد الإيطاليين عقب محاولة فاشلة لاغتيال رودولفو غراتسياني في 19 فبراير 1937. كان من بين الناجين القلائل أليمورك وأيضًا يلما.

## التفاصيل
سادت الأسود السوداء أوائل حركة المقاومة في إثيوبيا. كان من أعضاء الأسود السوداء الطلاب من أكاديمية أوليتا العسكرية والإثيوبيين المتعلمين في الخارج. تأسست الأكاديمية العسكرية في عام 1935 وهي تقع في هوليتا جينيه.
أقنعت الأسود السوداء راس إمرو هيلا سيلاسي بالانضمام إليهم في الكفاح المسلح منذ أن كان جزءً من الديناميات التي أسست الحركة. لقد تم تعيين راس إمرو من قبل الإمبراطور هيلا سيلاسي بصفته الأمير وصي العرش في غيابه. كان على راس إمرو إعادة التنظيم ومواصلة مقاومة الإيطاليين. وللقيام بذلك، تراجع إلى غور في جنوب إثيوبيا. وفي 19 ديسمبر عام 1936، استسلم بعد أن ثبته الإيطاليين على الضفة الشمالية من نهر Gojeb. انهارت حركة الأسود السوداء وقُتل العديد من أعضائها.

## الحواشي
1. ↑  عنوان يعادل تقريبًا لقب الدوق.